# Cymadusa mariabyrneae
Cymadusa mariabyrneae is een vlokreeftensoort uit de familie van de Ampithoidae. De wetenschappelijke naam van de soort is voor het eerst geldig gepubliceerd in 2009 door Hughes & Lowry.